# ヘンリー・ペティ＝フィッツモーリス (第4代ランズダウン侯爵)
第4代ランズダウン侯爵ヘンリー・トマス・ペティ＝フィッツモーリス（英語: Henry Thomas Petty-Fitzmaurice, 4th Marquess of Lansdowne, KG、1816年1月7日 - 1866年7月5日）は、イギリスの貴族、政治家。
1837年から議会入りし、ホイッグ党（自由党）の政治家として同党政権下で外務政務次官などの政府役職を務めた
生誕から兄が死去する1836年まで侯爵家のヤンガーサンとして卿（Lord）の儀礼称号で称され、1836年から襲爵する1863年までは法定推定相続人としてシェルバーン伯（Earl of Shelburne）の儀礼称号で称された。

## 経歴
1816年1月7日に第3代ランズダウン侯爵ヘンリー・ペティ＝フィッツモーリスとその妻ルイーザ（第2代イルチェスター伯爵ヘンリー・フォックス＝ストラングウェイズの娘）の間の次男としてロンドン・バークレー広場のランズダウン侯爵邸ランズダウン・ハウスに生まれた。兄にケリー伯爵(儀礼称号)ウィリアム・ペティ＝フィッツモーリスがいる。
ウェストミンスター・スクールを経てケンブリッジ大学トリニティ・カレッジへ進学。1836年に兄のケリー伯ウィリアムが男子なく死去したため、代わってランズダウン侯爵家の法定推定相続人となり、シェルバーン伯爵の儀礼称号を称するようになった。
1837年からキャルネ選挙区から選出されてホイッグ党（後の自由党）の庶民院議員となる。
1847年から1848年にかけてはホイッグ党政権の第一次ラッセル内閣で下級大蔵卿を務めた。ついで1856年から1858年にかけては自由党政権の第2次パーマストン内閣で外務政務次官を務めた。
1856年7月にはいまだ父が存命ながら繰上勅書により第4代ウィコム男爵を襲爵して貴族院議員に転じた。
1863年1月には父の死により第4代ランズダウン侯爵位を継承し、1864年にはガーター勲章を受勲したが、1866年7月5日にランズダウン・ハウスにおいて死去した。爵位は長男ヘンリー・ペティ＝フィッツモーリスが継承した。

## 栄典

### 爵位
1856年7月14日の繰上勅書により父ヘンリー・ペティ＝フィッツモーリスから以下の爵位を継承した。
- バッキンガム州におけるチッピング・ウィコムの第5代ウィコム男爵 (5th Baron Wycombe, of Chipping Wycombe in the County of Buckingham)
(1760年5月17日の勅許状によるグレートブリテン貴族爵位)

1863年1月31日に父ヘンリー・ペティ＝フィッツモーリスの死去により以下の爵位を継承した。
- サマセット州における第4代ランズダウン侯爵 (4th Marquess of Lansdowne, in the County of Somerset)
(1784年12月6日の勅許状によるグレートブリテン貴族爵位)
- 第5代ケリー伯爵 (5th Earl of Kerry)
(1722年1月17日の勅許状によるアイルランド貴族爵位)
- ウェックスフォード県における第5代シェルバーン伯爵 (5th Earl of Shelburne, in the County of Wexford)
(1753年6月26日の勅許状によるアイルランド貴族爵位)
- バッキンガム州におけるチッピング・ウィコムの第4代ウィコム伯爵 (4th Earl Wycombe, of Chipping Wycombe in the County of Buckingham)
(1784年12月6日の勅許状によるグレートブリテン貴族)
- 第5代クランモーリス子爵 (5th Viscount Clanmaurice)
(1722年1月17日の勅許状によるアイルランド貴族爵位)
- 第5代フィッツモーリス子爵 (5th Viscount Fitzmaurice)
(1751年10月7日の勅許状によるアイルランド貴族爵位)
- 第4代キャルネ＝キャルストン子爵 (4th Viscount Calne and Calston)
(1784年12月6日の勅許状によるグレートブリテン貴族爵位)
- 第25代ケリー＝リックナウ男爵 (25th Baron of Kerry and Lixnaw)
(1223年頃創設アイルランド貴族爵位)
- 第5代ダンケロン男爵 (5th Baron Dunkeron)
(1751年10月7日の勅許状によるアイルランド貴族爵位)

### 勲章
- 1864年10月10日、ガーター勲章(騎士団)ナイト(KG)[2][3]

## 家族
1840年8月18日に第11代ペンブルック伯爵ジョージ・ハーバートの娘ジョージアナと最初の結婚をしたが、翌1841年に死別した。
ついでフランス軍大将ド・フラオー・ド・ラ・ビヤールドゥリー伯爵(Comte de Flahault de la Billardrie)オーギュスト・シャルル・ジョゼフ・ド・フラオー（ナポレオン帝政や復古王政のフランス外相シャルル＝モーリス・ド・タレーラン＝ペリゴールの息子）の娘エミリー・ジェーン・マーサー・エルフィンストン・ド・フラオー(Emily Jane Mercer Elphinstone de Flahault, 1819-1895)と結婚した。このエミリーはスコットランド貴族第2代ネアーン卿ウィリアム・マリーの来孫にあたり（第2代ネアーン卿の次男ロバートの次男ウィリアム・マーサーの娘ジェーン・マーサーの娘マーガレット・マーサー・エルフィンストンの娘がエミリー）、そのため1874年8月4日の貴族院決議によってエミリーが第8代ネアーン女卿と認められている（彼女の死後ネアーン卿位は5代から7代までのランズダウン侯爵によって継承され、その後は女系継承でマージー子爵ビンガム家に継承されて2016年現在に至っている）。エミリーとの間に以下の2男1女を儲けた。
- 長男ヘンリー・チャールズ・キース・ペティ＝フィッツモーリス (Henry Charles Keith Petty-FitzMaurice, 1845-1927) 政治家。父から第5代ランズダウン侯爵位、母から第9代ネアーン卿位を継承
- 次男エドモンド・ジョージ・ペティ＝フィッツモーリス（英語版） (Edmond George Patty-FitzMaurice, 1846-1935) 政治家。初代フィッツモーリス男爵に叙される
- 長女エミリー・ルイーザ・フィッツモーリス (Emily Louisa Anne FitzMaurice, -1939) 陸軍軍人エバラード・ディグビー大佐と結婚